# 半月站
半月站（：／ Banwol yeok */?）是首都圈电铁4号线沿線的一座地面車站，位於韓國京畿道安山市常綠區乾乾洞。開通初期車站周邊只有農村，待後來半月地區逐漸發展，運量才逐漸攀升。

## 車站結構
站體為2面2線側式月台的地面車站，候車月台設有月台幕門，僅有1處出口。

### 月台配置
| ↑ 大夜味 |
| \| ２    |
| 常綠樹 ↓ |

| 月台 | 路線             | 目的地                 |
| ---- | ---------------- | ---------------------- |
| 1    | ●首都圈电铁4号线 | 舍堂、首爾站、堂嶺方向 |
| 2    | ●首都圈电铁4号线 | 中央、安山、烏耳島方向 |

## 歷史
- 1988年10月25日：安山線開通的同時開始營業。

## 車站周邊
- 安山創村初等學校
- 高麗半月醫院
- 韓國通訊東安山營業所

## 圖片

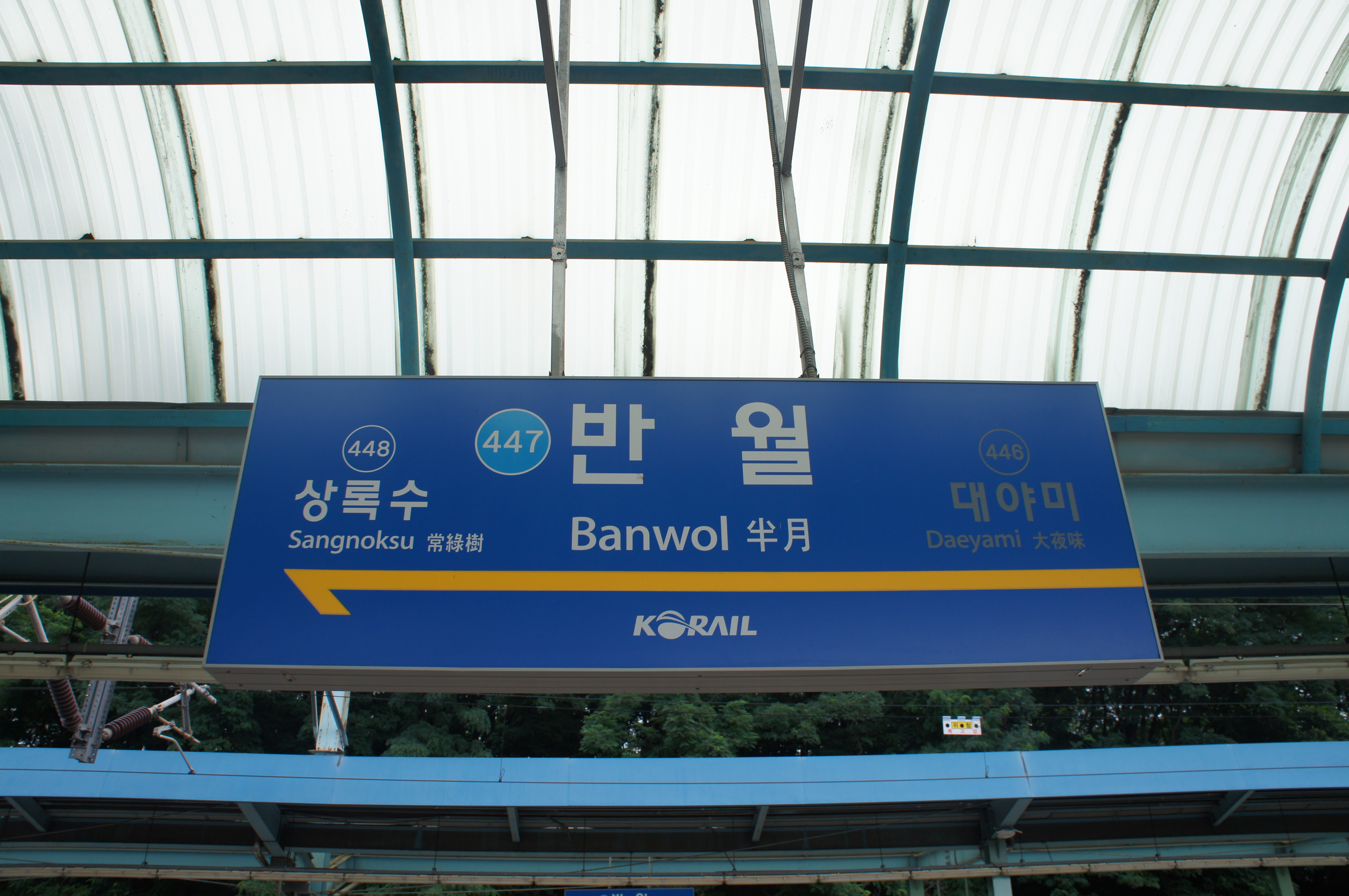
站名牌
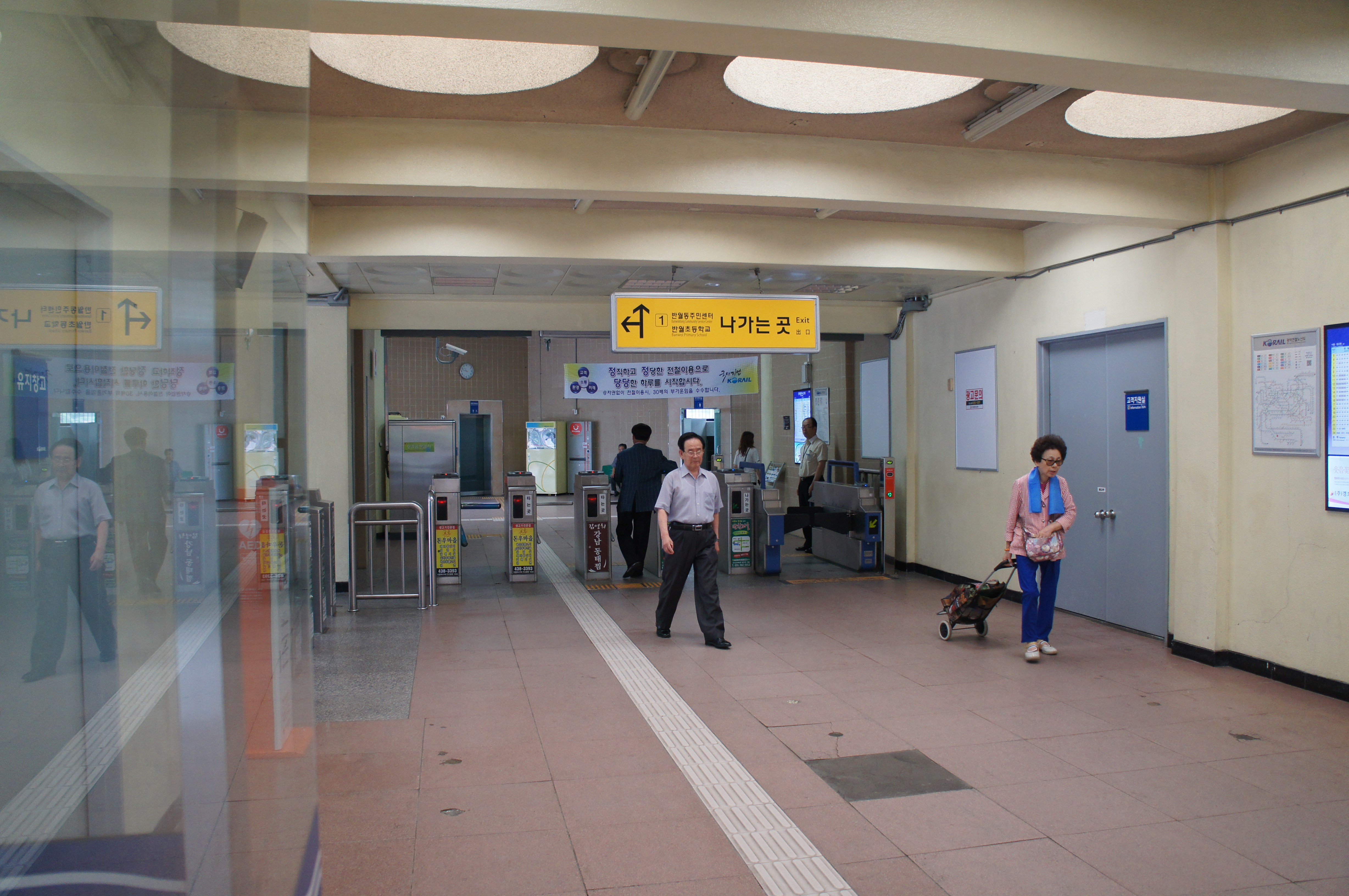
剪票閘口
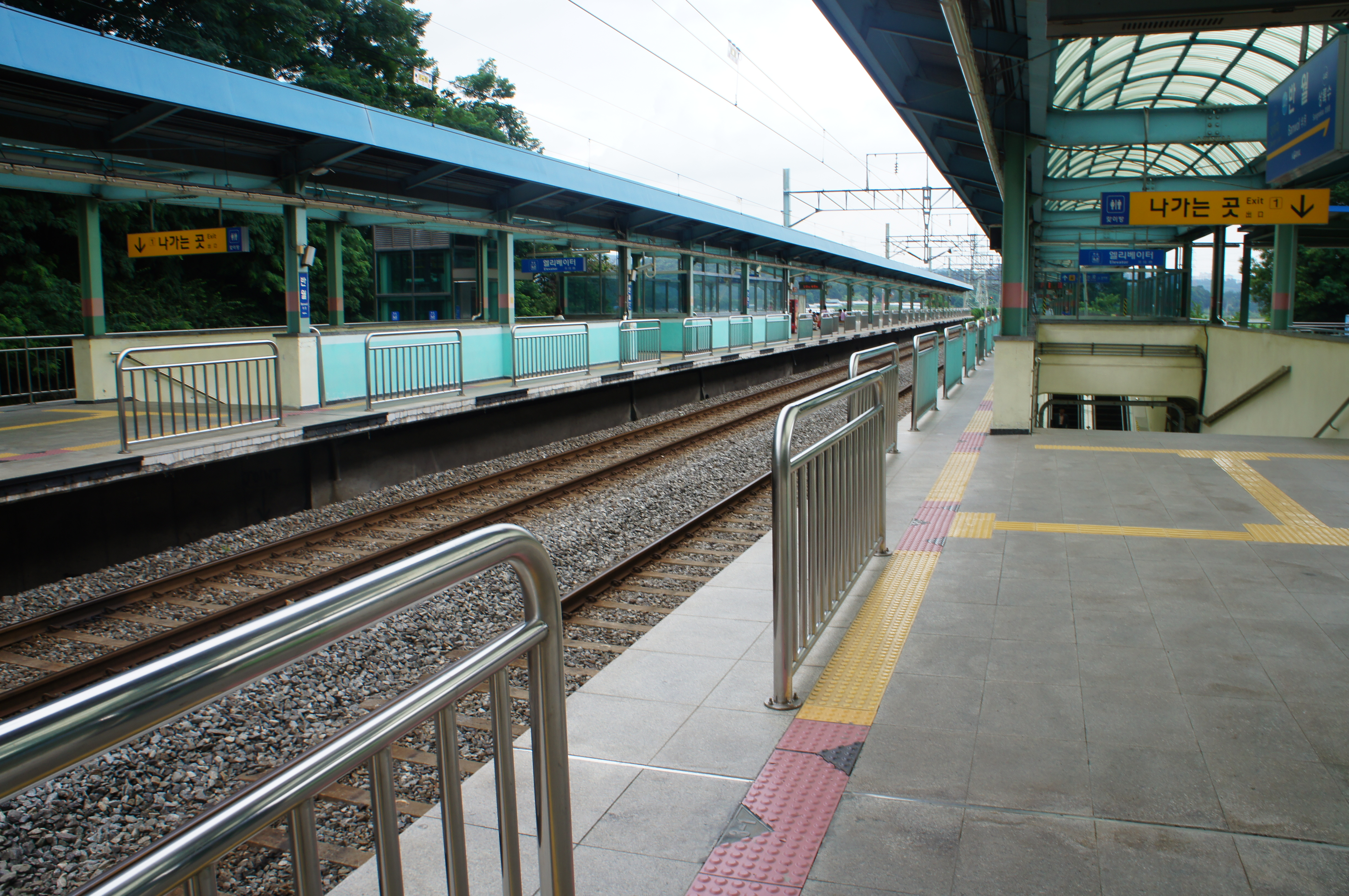
候車月台（安裝月台門前）
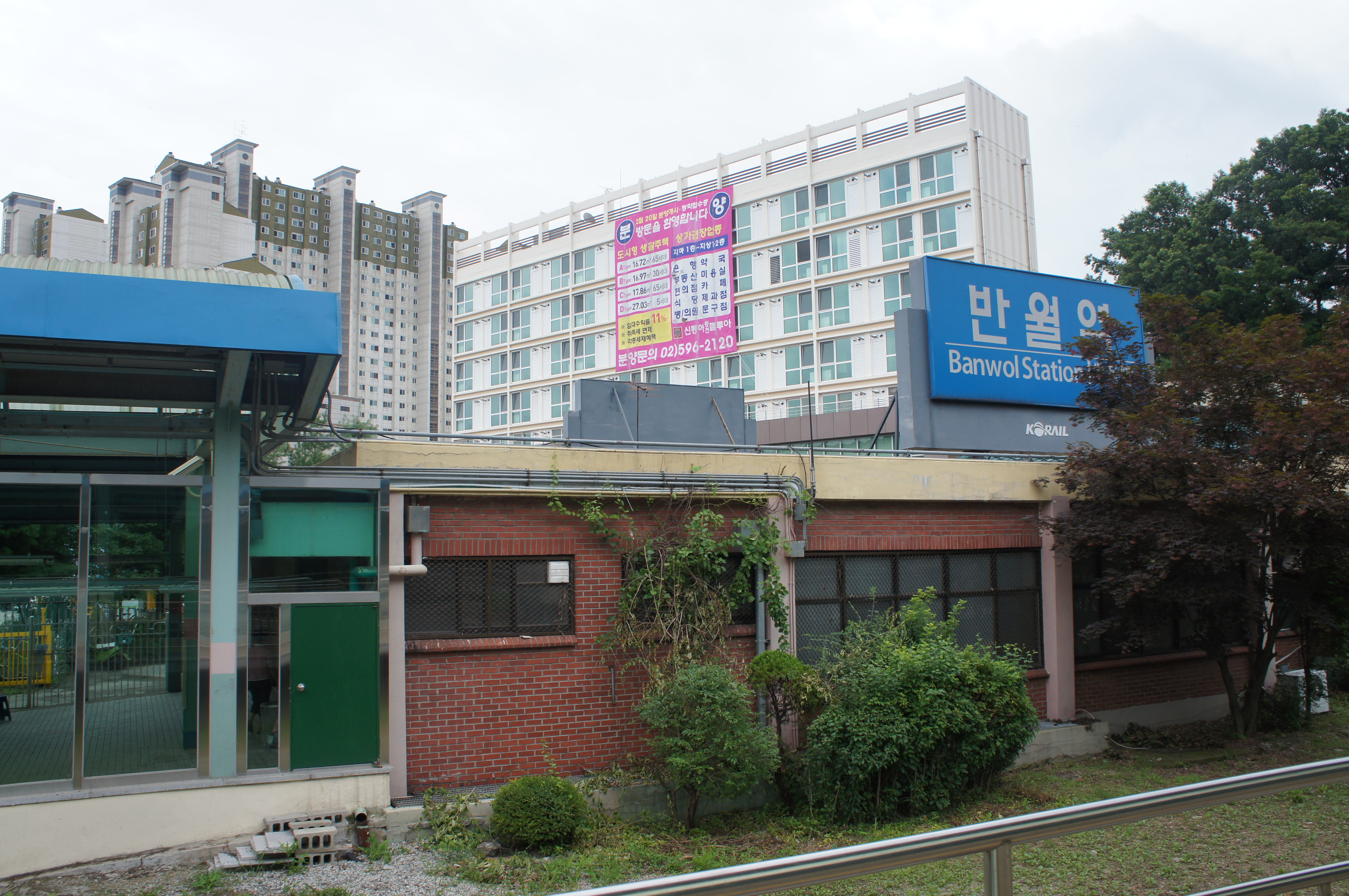
車站建築

## 相鄰車站
韓國鐵道公社
●首都圈电铁4号线
緩行
大夜味（446）－半月（447）－常綠樹（448）